# Reugny (Indre-et-Loire)
Reugny település Franciaországban, Indre-et-Loire megyében. Lakosainak száma 1764 fő (2022. január 1.). Reugny Neuillé-le-Lierre, Chançay, Crotelles, Monnaie, Montreuil-en-Touraine, Nazelles-Négron, Vernou-sur-Brenne és Villedômer községekkel határos.

## Népesség
A település népessége az elmúlt években az alábbi módon változott:
| Lakosok száma | 947  | 1181 | 1289 | 1552 | 1613 | 1644 | 1690 | 1751 | 1755 | 1764 |
|               | 1968 | 1982 | 1990 | 2006 | 2013 | 2015 | 2017 | 2019 | 2020 | 2022 |